# Kermes mutsurensis
Kermes mutsurensis är en insektsart som beskrevs av Kuwana 1931. Kermes mutsurensis ingår i släktet Kermes och familjen eksköldlöss. Inga underarter finns listade i Catalogue of Life.